# یواس‌اس ایالت جورجیا (۱۸۵۱)
یواس‌اس ایالت جورجیا (۱۸۵۱) (به انگلیسی: USS State of Georgia (1851)) یک کشتی بود که طول آن ۲۰۰ فوت (۶۱ متر) بود. این کشتی در سال ۱۸۵۱ ساخته شد.